# Lepidiota laevis
Lepidiota laevis är en skalbaggsart som beskrevs av Gilbert John Arrow 1932. Lepidiota laevis ingår i släktet Lepidiota och familjen Melolonthidae. Inga underarter finns listade i Catalogue of Life.